# Yūki Nagasato
Yūki Nagasato (永里 優季 Nagasato Yūki) (født 15. juli 1987) er en japansk fodboldspiller, der spiller som angriber for National Women's Soccer League klubben Chicago Red Stars. Hun er medlem af  Japans kvindefodboldlandshold, som hun bl.a. har repræsenteret i VM i fodbold for kvinder 2011, hvor de slog USA i finalen. Hunvandt OL-sølv med Japan i 2012.

## Hæder

### Hold
NTV Beleza
- L. League

Mestre: 2002, 2005, 2008
- Japanese cup

Mestre: 2005, 2006, 2008, 2010
- L. League Cup

Mestre: 2007
1. FFC Turbine Potsdam
- Bundesliga

CMestre: 2010, 2011
- UEFA Champions League

Mestre 2010
VfL Wolfsburg
- DFB Pokal

Vinder: 2014–15
Japans landshold
- VM i fodbold for kvinder

Mestre: 2011
Toer: 2015
- East Asian Football Championship

Mestre: 2008
- Sommer-OL:

Sølvmedalje: 2012

### Individuel
- L. League

Topscorer: 2006
Bedste elleve: 2005, 2006
- Bundesliga

Topscorer: 2013

## Privatliv
Hendes bror, Genki, er fodboldspiller, der spiller for Ratchaburi. Hendes yngre søster, Asano, er også fodboldspiller, hun spiller for Turbine Potsdam. Sommeren 2012, før de olympiske lege i London startede, blev hun gift og skiftede sit efternavn fra Nagasato til Ōgimi. Efter hendes skilsmisse i 2016 har hun fået sit pigenavn tilbage.